# Raïl Mouftiev
Raïl Miavlovitch Mouftiev - en russe : Раиль Мнавирович Муфтиев et en anglais Rail Muftiyev - (né le 19 novembre 1968 à Oufa en URSS) est un joueur russe de hockey sur glace.

## Carrière de joueur
En 1984, il commence sa carrière en senior avec son club formateur du Salavat Ioulaïev Oufa dans la Superliga. En 1997, il joue son unique saison à l'étranger avec le HC Litvínov dans l'Extraliga. Il a également porté les couleurs du SKA Sverdolsk, du Severstal Tcherepovets, du HK CSKA Moscou et des Krylia Sovetov. Il met un terme à sa carrière de joueur en 2003. Il est ensuite entraîneur notamment chez les jeunes.

## Carrière internationale
Il a représente l'Équipe de Russie de 1993 à 1995.

## Trophées et honneurs personnels
- Superliga
  - 1994 : ligne la plus productive : Dmitri Denissov - Raïl Mouftiev - Boris Timofeïev (Salavat Ioulaïev Oufa)
  - 1996 : remporte la crosse d'or.

## Statistiques
| Saison    | Équipe                  | Ligue         |    | Saison régulière | Saison régulière | Saison régulière | Saison régulière | Saison régulière |    | Séries éliminatoires | Séries éliminatoires | Séries éliminatoires | Séries éliminatoires | Séries éliminatoires |
| Saison    | Équipe                  | Ligue         | PJ | B                | A                | Pts              | Pun              | PJ               | B  | A                    | Pts                  | Pun                  |                      |                      |
| 1984-1985 | Salavat Ioulaïev Oufa   | Vyschaïa Liga | 1  | 0                | 0                | 0                | 0                |                  |    |                      |                      |                      |                      |                      |
| 1986-1987 | Salavat Ioulaïev Oufa   | Vyschaïa Liga | 11 | 1                | 0                | 1                | 0                |                  |    |                      |                      |                      |                      |                      |
| 1986-1987 | Salavat Ioulaïev Oufa   | URSS          | 13 | 1                | 0                | 1                | 8                |                  |    |                      |                      |                      |                      |                      |
| 1987-1988 | Salavat Ioulaïev Oufa   | Vyschaïa Liga | 28 | 7                | 3                | 10               | 8                |                  |    |                      |                      |                      |                      |                      |
| 1987-1988 | SKA Sverdlovsk          | Vyschaïa Liga | 32 | 11               | 4                | 15               | 10               |                  |    |                      |                      |                      |                      |                      |
| 1988-1989 | Salavat Ioulaïev Oufa   | Vyschaïa Liga | 10 | 4                | 2                | 6                | 4                |                  |    |                      |                      |                      |                      |                      |
| 1992-1993 | Salavat Ioulaïev Oufa   | Superliga     | 37 | 6                | 14               | 20               | 4                |                  |    |                      |                      |                      |                      |                      |
| 1993-1994 | Salavat Ioulaïev Oufa   | Superliga     | 44 | 9                | 23               | 32               | 16               |                  |    |                      |                      |                      |                      |                      |
| 1994-1995 | Salavat Ioulaïev Oufa   | Superliga     | 49 | 10               | 29               | 39               | 22               | --               | -- | --                   | --                   | --                   |                      |                      |
| 1995-1996 | Salavat Ioulaïev Oufa   | Superliga     | 49 | 16               | 18               | 14               | 41               |                  |    |                      |                      |                      |                      |                      |
| 1996-1997 | Salavat Ioulaïev Oufa   | Superliga     | 37 | 10               | 19               | 29               | 14               |                  |    |                      |                      |                      |                      |                      |
| 1997-1998 | HC Chemopetrol Litvínov | Extraliga     | 39 | 7                | 20               | 27               | 16               | 4                | 3  | 1                    | 4                    | 0                    |                      |                      |
| 1998-1999 | Salavat Ioulaïev Oufa   | Superliga     | 19 | 1                | 3                | 4                | 12               | 4                | 0  | 1                    | 1                    | 0                    |                      |                      |
| 1999-2000 | Severstal Tcherepovets  | Superliga     | 38 | 7                | 14               | 21               | 26               |                  |    |                      |                      |                      |                      |                      |
| 2000-2001 | Severstal Tcherepovets  | Superliga     | 8  | 1                | 1                | 2                | 2                |                  |    |                      |                      |                      |                      |                      |
| 2000-2001 | Salavat Ioulaïev Oufa   | Superliga     | 31 | 9                | 13               | 22               | 18               |                  |    |                      |                      |                      |                      |                      |
| 2001-2002 | Salavat Ioulaïev Oufa   | Superliga     | 12 | 0                | 3                | 3                | 2                |                  |    |                      |                      |                      |                      |                      |
| 2001-2002 | Severstal Tcherepovets  | Superliga     | 25 | 2                | 13               | 15               | 12               |                  |    |                      |                      |                      |                      |                      |
| 2002-2003 | CSKA Moscou             | Superliga     | 24 | 3                | 5                | 8                | 8                | --               | -- | --                   | --                   | --                   |                      |                      |
| 2002-2003 | Krylia Sovetov          | Superliga     | 1  | 0                | 0                | 0                | 0                | --               | -- | --                   | --                   | --                   |                      |                      |

### En équipe nationale
| Année | Équipe      | Compétition                 |   | PJ | B | A | Pts | Pun             |  | Résultat |
| 1986  | URSS Junior | Championnat d'Europe junior | 5 | 1  | 3 | 4 |     | Quatrième place |  |          |